# Nicoline Tuxen

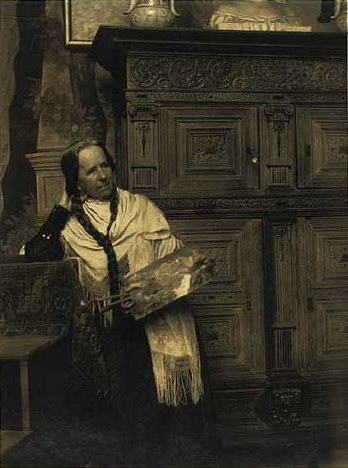
Nicoline Tuxen

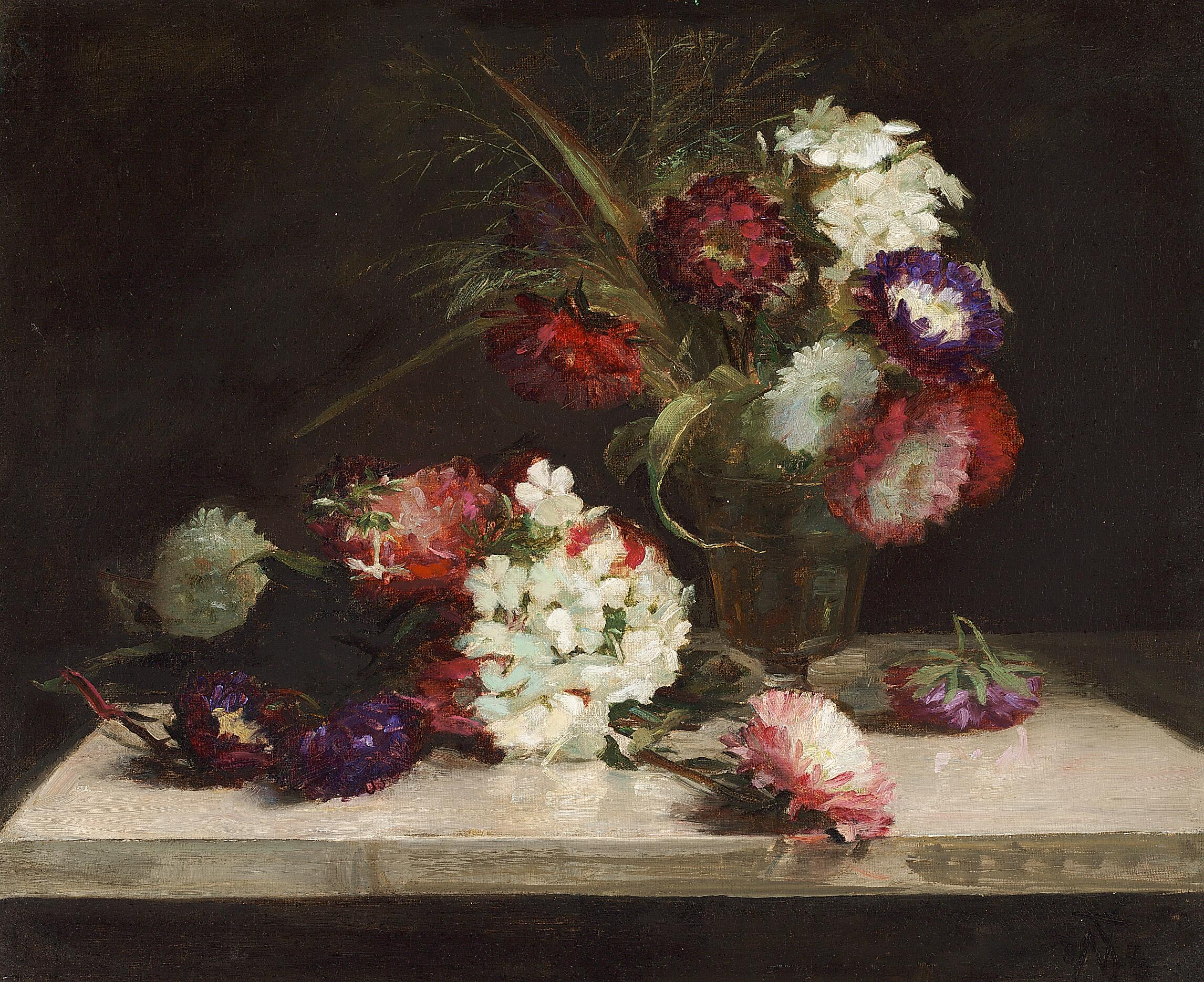
Herbstblumen auf einem Bord 1884

Bertha Nicoline Tuxen (* 14. November 1847 in Kopenhagen; † 5. April 1931 in Frederiksberg) war eine dänische Stillleben- und Porträtmalerin.

## Leben
Nicoline Tuxen war eine Tochter des Marineoffiziers und Direktors der Orlogsværftet Nicolai Elias Tuxen (1810–1891) und dessen Frau Bertha Laura Giødvad (1815–1908). Ihr jüngerer Bruder war der Bildhauer und Maler Laurits Tuxen. Da Frauen ein Studium an der dänischen Kunstakademie vor 1888 nicht gestattet war, nahm sie Unterricht bei Vilhelm Kyhn an dessen zwischen 1865 und 1895 bestehender privater Zeichenschule für Frauen (Tegneskolen for Kvinder). Mehrere Reisen zu Studienzwecken führten sie später nach Paris. Für ihre Arbeiten wurde sie 1891 mit der Neuhausenschen Prämie (De Neuhausenske Præmier) und 1893 mit einem Akademiestipendium ausgezeichnet.
Nicoline Tuxen war mit ihren Werken ab Mitte der 1880er Jahre regelmäßig auf der renommierten Charlottenborg „Forårsudstilling“ (Frühjahrs-Ausstellung) in Kopenhagen vertreten. Weitere Ausstellungen mit ihrer Beteiligung waren etwa die Weltausstellung Chicago 1893, in Antwerpen 1894 und die Nordische Kunstausstellung Lübeck 1895. Sie malte vorwiegend Blumenbilder und Stillleben, in späteren Jahren auch Porträts. Ihre Werke tragen den unverwechselbaren Stempel des Goldenen Zeitalters der dänischen Malerei.
Nicoline Tuxen blieb unverheiratet, sie starb im 84. Lebensjahr in Frederiksberg und wurde auf dem Kopenhagener Holmens Kirkegaard beerdigt.